# Baba Diawara
Papa Babacar Diawara  (Dakar, 5 de janeiro de 1988) é um futebolista senegalês que atua como atacante. Atualmente, joga pelo Adelaide United. 

## Carreira

### Jeanne d'Arc
Ele começou sua carreira no seu país, o Senegal, jogando pelo Jeanne d'Arc entre 2006 e 2007, depois partiu para Portugal, jogar pelo  Marítimo. 

### Marítimo
Com 19 anos, ele desembarcou em Portugal com o clube da Madeira, o Marítimo, com apenas 4 jogos na equipe principal, ele jogou a maior parte dos jogos da temporada pela equipe B que disputava a II Divisão B.
Com uma forte desempenho na equipe B, vai tentar a sua oportunidade na equipe principal, em 2 de março de 2008, onde começou seu primeiro jogo contra o Estrela Amadora, entrando no intervalo, no lugar de Mossoró.
No dia 26 de outubro de 2008, ele marcou seu primeiro gol no Campeonato Portugês contra o Rio Ave.
Em 1 de março de 2009 marcou 2 gols contra o Vitória de Setúbal, na vigésima rodada do Campeonato Português. Depois disso, ele foi eleito jogador do mês pela Liga, no mês de março.
Em 12 de agosto de 2009 estreou-se pela Selecção do Senegal, num jogo amigável frente à Selecção da República Democrática do Congo. 
Em 17 de janeiro de 2012 foi contratado pelo Sevilla.